# Паметник на героите от гетото във Варшава
Паметник на героите от гетото във Варшава (на полски: Pomnik Bohaterów Getta w Warszawie) е паметник във варшавския квартал Муранув, който почита героите от Варшавското гето.
Паметникът е издигнат в близост до мястото, на което се провеждат първите битки между евреите и хитлеристите по време на въстанието във Варшавското гето през април 1943 г.

## История на мястото
През 1784 – 1792 г. от западната страна на площада пред паметника, на мястото на което сега се намира сградата на Музея за история на полските евреи, е издигната Казармата на коронната артилерия. Сградата е наричана Волински казарми и от 1918 г. до Втората световна война в нея се помещава военният затвор.
От август 1942 г. до края на съществуването на гетото в сградата на някогашната казарма на ул. „Заменхоф“ 19, е второто и последно седалище на Варшавския еврейски съвет (Judenrat). След войната тук се намирали символичните гробове на въстаниците от гетото.

## Първи паметник
Решението за построяването на първия паметник в чест на въстанието във Варшавското гето е взето от Централния еврейски комитет в Полша, чието седалище тогава се намирало в Люблин. През 1946 г. се обръщат към Леон Сужин с молба да изработи архитектурния проект. Монументът е поставен на 16 април 1946 г.
Паметникът се състои от две части. Първата от тях е кръгла плоча с надпис на полски, иврит и идиш: „На тези, които загинаха в героична борба за достойнството и свободата на еврейския народ, за свободна Полша, за освобождението на човека – полските евреи“. Таблицата е обградена от кант в червен пясък, като цветът и обсипаните елементи от тухли символизират кръвопролитието по време на битката.
По-ниската част на паметника е кръгла плоча, на която е поставен отлят от метал палмов лист – символ на мъченичеството – и буквата на иврит „bet“, т.е. „B“. Буквата „В“ произлиза от думата berejszys или brejszes на идиш, а bereszit на иврит. Това е първата дума от Битие – първата и най-важната книга от Тора, която е от огромно значение за юдаизма.
През същата година е взето решение да се построи втори, по-голям паметник в близост до първия.

## Втори паметник
През юли 1946 г. е създадена Комисия за изграждане на Паметника, в чийто състав влизат Адолф Берман, Ицхак Цукерман и Бернард Фалк. Изработката на проекта е възложено на скулптора Натан Рапапорт. Работата по него започва през 1947 г. Автор на архитектурния проект е Леон Сужин.
Откриването на монумента е на 19 април 1948 г., на петата годишнина от избухването на въстанието във Варшавското гето. Като композиция паметникът препраща към формата на стената във Варшавското гето, Стената на плача в Йерусалим и на стените на гробището Пер Лашез в Париж. Има форма на трапецовиден каменен блок с височина около 11 м. Централната част на паметника откъм западната част е бронзов релеф с размери 5,4 х 2,5 м., представящ група еврейски бойци. Релефът носи името Борба и символизира героичните усилия през април 1943 г. Въстаници в изключително експресивни пози държат в ръцете си туби с бензин, пистолети и гранати. Млада жена държи в ръцете си дете. Групата е заобиколена от пламъци, символизиращи подпаленото от немците гето.
Вторият релеф, разположен от източната страна, е изработен от камък. Представя страданието и мъченичеството на еврейските жени, деца и старци, обречени на смърт. Релефът носи името Шествието към смъртта. В десния горен ъгъл се виждат характерни немски каски, което посочва виновниците за престъпленията.
Два бронзови свещника (менори) красят каменната плоча пред паметника. На паметника под релефа има надпис на полски, иврит и идиш, който гласи: „От еврейския народ за неговите бойци и мъченици“.
Делото на Натан Рапапорт получава висока оценка сред познавачите, които го признават за един от най-интересните монументи създавани в следвоенна Европа.
На 7 декември 1970 г. по време на официалната си визита в Полша немският канцлер Вили Бранд неочаквано кляка на стълбите на паметника след поставяне на венци, което е интерпретирано като израз на съжаление за престъплението, извършено от немския народ спрямо еврейския. Историческият жест на Бранд е увековечен в неговия паметник, поставен през 2000 г. на площада „Вили Бранд“, където се пресичат улиците „Кармелицка“ и „Левартовски“.
На 18 юни 1983 г. по време на своето второ пътуване до Полша, почит към героите от гетото отдава Йоан Павел II.
През 2011 – 2012 г. паметникът е подложен на консервация.
През 2013 г. е завършена сградата на Музея за история на полските евреи, намиращ се откъм западната страна на монумента.
|  | Тази страница частично или изцяло представлява превод на страницата Pomnik Bohaterów Getta w Warszawie в Уикипедия на полски. Оригиналният текст, както и този превод, са защитени от Лиценза „Криейтив Комънс – Признание – Споделяне на споделеното“, а за съдържание, създадено преди юни 2009 година – от Лиценза за свободна документация на ГНУ. Прегледайте историята на редакциите на оригиналната страница, както и на преводната страница, за да видите списъка на съавторите. ВАЖНО: Този шаблон се отнася единствено до авторските права върху съдържанието на статията. Добавянето му не отменя изискването да се посочват конкретни източници на твърденията, които да бъдат благонадеждни. |